# Russell (hrabstwo Sheboygan)
Russell – miasto w Stanach Zjednoczonych, w stanie Wisconsin, w hrabstwie Sheboygan.